# Per Abraham Örnsköld
Per Abraham Örnsköld, född 13 november 1720 i Heds församling i Västmanland,, död 16 april 1791 i Nyköping, var en svensk friherre och landshövding, som fått ge namn åt staden Örnsköldsvik.

## Biografi
Per Abraham Örnsköld var äldste son till majoren Johan Löth-Örnsköld och Sara Helena Schönström; han var familjens äldste son. Året innan han föddes hade fadern adlats. Efter studier vid Uppsala universitet blev Örnsköld auskultant vid Bergskollegium och i Svea hovrätt. Han blev först extra ordinarie notarie vid båda institutionerna och fick 1747 bergmästares namn och heder samt sedermera tjänst som assessor vid Bergskollegium. 1759 utsågs han till bergsråd.
1762–1769 var Örnsköld landshövding i Västernorrlands län, som då innefattade Ångermanland, Medelpad och Jämtland. 1769–1791 var han landshövding i Södermanlands län. Han är känd för att ha byggt Södermanlands första lasarett, för att ha förbättrat vägarna – ett antal milstenar bär hans initialer – för att ha befrämjat linodlingen och för att han försökte introducera potatisodling. Därför kallades han även för "Potatis-Pelle".
Örnsköld var som landshövding mycket intresserad av jordbruket. Han utgick från att avkastningen var låg och kunde ökas. Anledningen till detta var enligt honom att bönderna var lata och liknöjda. Han väckte både beundran och motstånd. Icke desto mindre gick han grundligt tillväga med att kartlägga böndernas situation. Han krävde att varje länsman skulle rapportera från sitt distrikt: vad bönderna gjorde vecka för vecka för att utröna vad som var mansgöra och vad som var kvinnogöra. Icke desto mindre trodde han att alla hushåll var likadana, varför hans undersökning anses missa klasskillnaderna.
Han upphöjdes 1771 till friherre tillsammans med sina bröder. Han var vidare kommendör av Nordstjärneorden.
Örnsköld var gift med Ulrika Eleonora von Berchner, som var statsfru hos drottningen och den sista av ätten von Berchner. 
Örnskölds gravvård finns i Allhelgonakyrkan i Nyköping. På gravvården finns följande inskrift: 
| ”                         | Outtröttlig i ämbetet. Nitisk i Konungens tjänst, Lagens helgd. Länets förkovran. Slöjdens befordran. Var mans rätt. | „ |
| – Alla Helgona kyrka 1791 | |   |